# Фернандо Тіссоне
Фернандо Тіссоне (ісп. Fernando Tissone, нар. 24 липня 1986, Кільмес) — аргентинський футболіст, півзахисник португальського клубу «Авеш».
Виступав, зокрема, за клуби «Сампдорія» та «Малага».

## Ігрова кар'єра
Вихованець юнацьких команд футбольних клубів «Індепендьєнте» (Авельянеда) та «Ланус». 2004 року був заявлений за першу команду «Лануса», але не провів за неї жодного матчу.
Коли Фернандо було 17 років, його сім'я переїхала в Італію, на землі своїх предків, оселившись в Комо. Тут Тіссоне брав участь в турнірі Чинізелло-Бальсамо, де став найкращим бомбардиром, граючи на позиції атакувального півзахисника.
У січні 2005 року Тіссоне прибув в «Удінезе», яке очолював Лучано Спаллетті і зіграв двічі до кінця сезону на позиції центрального півзахисника, ставши першим аргентинським футболістом, що дебютував в цьому віці у вищому дивізіоні Італії (перша гра — 23 квітня проти «Сієни» (3:2)). Сезон «Удінезе» закінчило на четвертому місці, яке дозволило команді вперше зіграти у відбіркових матчах Ліги чемпіонів. З початком нового сезону новий тренер Серсе Космі, який замінив Спалетті, став частіше залучати до гри Тіссоне, який зіграв у 24 матчах Серії А, а також в грудні 2005 року дебютував в Лізі чемпіонів у матчі проти «Барселони» (0:2), а 16 березня 2006 року відкрив лік голів у єврокубках в матчі Кубка УЄФА проти «Левскі».
Через високу конкуренцію в центрі поля з боку більш досвідчених гравців Крістіан Ободо, Жозе Луїш Відігал та Саллі Мунтарі, 10 серпня 2006 року Тіссоне перейшов на правах спільного володіння в «Аталанту», яка заплатила за 50 % прав 1,5 млн євро. У новій команді аргентинець отримав велику довіру від тренера Стефано Колантуоно і став основним гравцем клубу, забивши свої перші 3 голи у Серії А. У наступному сезоні під керівництвом Луїджі Дельнері Фернандо продовжив бути основним гравцем команди і забив ще 3 голи у чемпіонаті. Після 68 матчів і 6 голів у двох сезонах в клубі з Бергамо, «Удінезе» за 4,2 млн євро викупило назад половину прав на гравця. Проте після повернення до складу фріульців Фернандо знову втратив місце в основі і через травми за сезон зіграв лише у 5 матчах Серії А і 1 грі кубка країни.
22 липня 2009 року Тіссоне приєднався на правах співвласності в клуб «Сампдорія» за 2,5 млн євро + 50% прав на Джонатана Россіні. Тіссоне у першому сезоні зіграв 29 матчів в Серії А і допоміг команді зайняти 4 місце та кваліфікуватись до Ліги чемпіонів, вперше за 18 років. Проте на наступний рік команда з Тіссоне невдало виступила в єврокубках (не пройшла кваліфікацію до групового етапу Ліги чемпіонів, а потім вилетіла з групи Ліги Європи), а в чемпіонаті зайняла 18 місця і вилетіла в Серію Б. Всього за два роки аргентинець зіграв в чемпіонаті в 51 матчі і забив один раз (проти «Брешії» 1 травня 2011 року).
31 серпня 2011 року Тіссоне був відданий в оренду в іспанську «Мальорку». Він дебютував в Ла Лізі 11 вересня, вийшовши на кінці заміну в матчі проти «Бетіса» (0:1). Загалом за сезон він зіграв 26 матчів в Ла Лізі і 3 в національному Кубку.
В червні 2012 року Тіссоне повернувся в «Сампдорію», яка викупила другу частину контракту у «Удінезе» за додаткові 100 000 €, після чого Фернандо провів ще 12 матчів за команду в перейшій половині сезону 2012/13 Серії А.
29 січня 2013 року він повернувся в «Мальорку» на правах оренди до червня за 100 000 € і цього разу зіграв у 15 матчах Ла Ліги, але не врятував команду від вильоту.
6 липня 2013 року Тіссоне на правах вільного агента уклав трирічний контракт з іншим клубом Ла Ліги «Малагою»
, у складі якого відпрацював увесь контракт, але за цей час зіграв лише у 45 матчах Ла Ліги і 4 матчах Кубка Іспанії, після чого влітку 2016 року покинув клуб після завершення контракту.
18 серпня 2017 року, після року без клубу, Тіссоне підписав контракт з львівськими «Карпатами». Дебютував за клуб через два дні, 20 серпня, у матчі Прем'єр-ліги проти «Олександрії» (0:0), в якому відіграв увесь матч і потрапив до збірної туру.

## Статистика виступів

### Статистика клубних виступів
| Сезон                 | Команда               | Чемпіонат             | Чемпіонат | Чемпіонат | Кубок | Кубок | Кубок | Єврокубки | Єврокубки | Єврокубки | Інші змагання | Інші змагання | Інші змагання | Усього | Усього |
| Сезон                 | Команда               | Ліга                  | Ігор      | Голів     | Ліга  | Ігор  | Голів | Ліга      | Ігор      | Голів     | Ліга          | Ігор          | Голів         | Ігор   | Голів  |
| --------------------- | --------------------- | --------------------- | --------- | --------- | ----- | ----- | ----- | --------- | --------- | --------- | ------------- | ------------- | ------------- | ------ | ------ |
| 2004–05               | «Удінезе»             | A                     | 2         | 0         | КІ    | 0     | 0     | -         | -         | -         | -             | -             | -             | 2      | 0      |
| 2005–06               | «Удінезе»             | A                     | 24        | 0         | КІ    | 6     | 0     | ЛЧ+КУЄФА  | 1+4       | 0+1       | -             | -             | -             | 35     | 1      |
| 2006–07               | «Аталанта»            | A                     | 33        | 3         | КІ    | 3     | 0     | -         | -         | -         | -             | -             | -             | 36     | 3      |
| 2007–08               | «Аталанта»            | A                     | 35        | 3         | КІ    | 0     | 0     | -         | -         | -         | -             | -             | -             | 35     | 3      |
| Усього за «Аталанту»  | Усього за «Аталанту»  | Усього за «Аталанту»  | 68        | 6         |       | 3     | 0     |           |           |           |               |               |               | 71     | 6      |
| 2008–09               | «Удінезе»             | A                     | 5         | 0         | КІ    | 1     | 0     | КУЄФА     | -         | -         | -             | -             | -             | 6      | 0      |
| Усього за «Удінезе»   | Усього за «Удінезе»   | Усього за «Удінезе»   | 31        | 0         |       | 7     | 0     |           | 5         | 1         |               |               |               | 44     | 1      |
| 2009–10               | «Сампдорія»           | A                     | 29        | 0         | КІ    | 2     | 0     | -         | -         | -         | -             | -             | -             | 31     | 0      |
| 2010–11               | «Сампдорія»           | A                     | 22        | 1         | КІ    | 2     | 0     | ЛЧ+ЛЄ     | 2+1       | 0         | -             | -             | -             | 27     | 1      |
| 2011–12               | «Мальорка»            | ПД                    | 27        | 0         | КІ    | 3     | 0     | -         | -         | -         | -             | -             | -             | 30     | 0      |
| 2012–13               | «Сампдорія»           | A                     | 12        | 0         | КІ    | 0     | 0     | -         | -         | -         | -             | -             | -             | 12     | 0      |
| Усього за «Сампдорію» | Усього за «Сампдорію» | Усього за «Сампдорію» | 63        | 1         |       | 4     | 0     |           | 3         | 0         |               |               |               | 70     | 1      |
| 2012–13               | «Мальорка»            | ПД                    | 15        | 0         | КІ    | 0     | 0     | -         | -         | -         | -             | -             | -             | 15     | 0      |
| Усього за «Мальорку»  | Усього за «Мальорку»  | Усього за «Мальорку»  | 42        | 0         |       | 3     | 0     |           |           |           |               |               |               | 45     | 0      |
| 2013–14               | «Малага»              | ПД                    | 26        | 1         | КІ    | 2     | 0     | -         | -         | -         | -             | -             | -             | 28     | 1      |
| 2014–15               | «Малага»              | ПД                    | 7         | 0         | КІ    | 1     | 0     | -         | -         | -         | -             | -             | -             | 8      | 0      |
| 2015–16               | «Малага»              | ПД                    | 12        | 0         | КІ    | 1     | 0     | -         | -         | -         | -             | -             | -             | 13     | 0      |
| Усього «Малагу»       | Усього «Малагу»       | Усього «Малагу»       | 45        | 1         |       | 4     | 0     |           |           |           |               |               |               | 49     | 1      |
| Усього за кар'єру     | Усього за кар'єру     | Усього за кар'єру     | 249       | 8         |       | 21    | 0     |           | 8         | 1         |               |               |               | 278    | 9      |

## Особисте життя
Тіссоне має італійське громадянство, а також право виступати, крім збірних Аргентини та Італії, ще й за збірну Кабо-Верде через свого діда по материнській лінії.
Брат Фернандо, Крістіан, також футболіст, провів більшість своєї кар'єри виступами за нижчолігові італійські клуби.

## Досягнення
Авеш
- Володар Кубка Португалії: 2017–18